# Ardibeheszt
Ardibecheszt (pahl. Ardibehešt), Arta Wahiszta (st. pers. Arta Vahišta, Prawda, Najlepszy Porządek), Asza Wahiszta (awest. Aša Vahišta) – w mitologii perskiej drugi z Amszaspandów (Amesza Spenta), emanacja Ormuzda, a zarazem jego pomocnik. Wspólnie z podstawową substancją Ormuzda (Spenta Mainju) i Wohu Manah, tworzyli najwyższą triadę. Ardibecheszt to symbol najwyższego ładu świata. Był także duchem ognia, wychowawcą Atara, syna Ormuzda. Oprócz Atara, miał także pomocników w postaci Soruszy i Bahrama. Najwyżsi kapłani w zoroastryzmie uchodzili za jego ludzkie wcielenia. Jego głównymi przeciwnikami byli: Andar (demon rozpusty) i Drudż (demon kłamstwa, utożsamiany z samym Arymanem). Późniejsze mity łączą Ardibeheszta z niebiańskim rajem.